# Prințul Ferdinand de Bavaria
Prințul Ferdinand de Bavaria (germană Ferdinand Maria Ludwig Franz von Assisi Isabellus Adalbert Ildefons Martin Bonifaz Joseph Isidro, Prinz von Bayern; 10 mai 1884– 5 aprilie 1958) a fost cel mai mare fiu al Prințului Ludwig Ferdinand de Bavaria și a soției acestuia, Infanta María de la Paz a Spaniei. Ferdinand a devenit infante al Spaniei la 20 octombrie 1905 și a renunțat la drepturile asupra tronului Bavariei în 1914.

## Căsătorie și copii
La 12 ianuarie 1906, la Madrid, Prințul Ferdinand s-a căsătorit cu verișora lui primară, Infanta Maria Teresa a Spaniei, al doilea copil al regelui Alfonso al XII-lea al Spaniei și al celei de-a doua soții, Maria Cristina de Austria.Maria Teresa și Ferdinand au avut patru copii:
- Infantele Luis Alfonso al Spaniei (6 decembrie 1906 - 14 mai 1983)
- Infantele José Eugenio al Spaniei (26 martie 1909 - 16 august 1966)
- Infanta Maria de las Mercedes a Spaniei (3 octombrie 1911 - 11 septembrie 1953)
- Infanta Maria del Pilar a Spaniei (15 septembrie 1912 - 9 mai 1918)